# Phoebe Halliwell
 (août 2022).
Si vous disposez d'ouvrages ou d'articles de référence ou si vous connaissez des sites web de qualité traitant du thème abordé ici, merci de compléter l'article en donnant les références utiles à sa vérifiabilité et en les liant à la section « Notes et références ».
 (août 2022).
La mise en forme du texte ne suit pas les recommandations de Wikipédia : il faut le « wikifier ».
Les points d'amélioration suivants sont les cas les plus fréquents. Le détail des points à revoir est peut-être précisé sur la page de discussion.
- Les titres sont pré-formatés par le logiciel. Ils ne sont ni en capitales, ni en gras.
- Le texte ne doit pas être écrit en capitales (les noms de famille non plus), ni en gras, ni en italique, ni en « petit »…
- Le gras n'est utilisé que pour surligner le titre de l'article dans l'introduction, une seule fois.
- L'italique est rarement utilisé : mots en langue étrangère, titres d'œuvres, noms de bateaux, etc.
- Les citations ne sont pas en italique mais en corps de texte normal. Elles sont entourées par des guillemets français : « et ».
- Les listes à puces sont à éviter, des paragraphes rédigés étant largement préférés. Les tableaux sont à réserver à la présentation de données structurées (résultats, etc.).
- Les appels de note de bas de page (petits chiffres en exposant, introduits par l'outil «  Source ») sont à placer entre la fin de phrase et le point final[comme ça].
- Les liens internes (vers d'autres articles de Wikipédia) sont à choisir avec parcimonie. Créez des liens vers des articles approfondissant le sujet. Les termes génériques sans rapport avec le sujet sont à éviter, ainsi que les répétitions de liens vers un même terme.
- Les liens externes sont à placer uniquement dans une section « Liens externes », à la fin de l'article. Ces liens sont à choisir avec parcimonie suivant les règles définies. Si un lien sert de source à l'article, son insertion dans le texte est à faire par les notes de bas de page.
- La présentation des références doit suivre les conventions bibliographiques. Il est recommandé d'utiliser les modèles {{Ouvrage}}, {{Chapitre}}, {{Article}}, {{Lien web}} et/ou {{Bibliographie}}. Le mode d'édition visuel peut mettre en forme automatiquement les références.
- Insérer une infobox (cadre d'informations à droite) n'est pas obligatoire pour parachever la mise en page.

Pour une aide détaillée, merci de consulter Aide:Wikification.
Si vous pensez que ces points ont été résolus, vous pouvez retirer ce bandeau et améliorer la mise en forme d'un autre article.
Pour les articles homonymes, voir Halliwell.
Phoebe Halliwell est un personnage de fiction issu de la série télévisée Charmed. Elle est interprétée par Alyssa Milano du 7 octobre 1998 au 21 mai 2006. Le personnage a été créé par Constance M. Burge. Phoebe est introduite dans Charmed en tant que sœur cadette de Prue (Shannen Doherty) et de Piper Halliwell (Holly Marie Combs); ainsi que la demi-sœur aînée de Paige Matthews. Elle est plus spécifiquement une charmante et puissante sorcière. Phoebe possède initialement le pouvoir de la prémonition, ce qui lui permet de voir l'avenir et le passé. Elle est souvent considérée par les démons comme la plus faible du trio, car ses principaux pouvoirs étaient plus enclins à être passifs qu’actifs, néanmoins Phoebe a développé des compétences en arts martiaux afin de mieux assister ses sœurs. Au fur et à mesure que la série progresse, elle acquiert également les pouvoirs actifs de lévitation, d'empathie et son talent remarquable pour lancer des sorts. En outre, elle possède les pouvoirs de base d’une sorcière.
Phoebe a été décrite à l'origine comme la sœur ayant l'esprit libre, insouciante et rebelle. À l'arrivée de leur jeune demi-sœur Paige Matthews, elle devient plus responsable et parvient à se développer en tant que personne. Les différentes relations amoureuses de Phoebe ont été au cœur de la plupart de ses histoires. Sa plus longue relation vue à l'écran fut avec le demi-démon Cole Turner (Julian McMahon); ensemble ils ont un mariage mouvementé, par la suite de leur divorce, elle est obligée de le vaincre. Au cours des saisons suivantes, Phoebe a des relations amoureuses avec son patron, Jason Dean (Eric Dane), son collègue, Leslie St. Claire (Nick Lachey), et l'artiste Dex Lawson (Jason Lewis). À la huitième et dernière saison, elle épouse un cupidon nommé Coop (Victor Webster).
Le personnage a été bien accueilli par la critique, qui ont remarqué le côté comique de Phoebe pour lequel l'actrice Alyssa Milano convenait mieux que Rom. Ils ont également commenté les tenues portées par Phoebe au cours des dernières saisons, certains critiques les décrivant comme des costumes révélateurs et ridicules, sexy et maigrichons. Alyssa Milano, pour sa représentation à l'écran de Phoebe Halliwell, a reçu de multiples prix et nominations. Elle a été nommée pour un Spacey Award, un Nickelodeon Kids Choice Award et un Teen Choice Awards. En 2007 et 2008, AOL TV a classé Phoebe Halliwell au septième rang des meilleures sorcières de la télévision. En plus de la série télévisée, le personnage est également apparu dans de nombreux médias de l'univers de Charmed, tels que les romans Charmed et son adaptation en bande dessinée.

## Histoire

### Enfance au côté de Patricia Halliwell (1975)
Phoebe Halliwell est née dans le manoir familial au 1329 Prescott Street, à San Francisco, le 2 novembre 1975. Elle est la troisième fille de la sorcière Patricia Halliwell et de l'humain Victor Bennett. Phoebe a deux sœurs aînées, Prudence Halliwell et Piper Halliwell et une demi-sœur plus jeune Paige Matthews. Phoebe est le prénom de la tante préférée de sa mère.
Bien que Phoebe soit née avec une faculté de prémonition, sa grand-mère maternelle Penny Halliwell brida ses capacités et celles de ses sœurs pour empêcher le démon Nicholas de les tuer et de prendre leurs pouvoirs.
Son père et sa grand-mère se disputaient souvent sur le fait que Victor, son père, était incapable de protéger ses propres enfants du monde surnaturel. Celui-ci finit par quitter sa famille, laissant sa femme et sa belle-mère élever les trois petites filles. Le 28 février 1978, Patricia se noya en combattant un démon de l'eau. Phoebe et ses deux sœurs devinrent donc orphelines et furent élevées par leur grand-mère.

### De la vie normale à la vie de sorcière
Phoebe était une bonne élève, elle gagna même un prix de l'étudiante du mois. À l'âge de 10 ans, elle fut transportée par une incantation auprès de son futur soi en 2002, où elle rencontra deux versions plus âgées d'elle-même, sa sœur Piper, le mari de Piper Leo Wyatt, et son futur ex-mari Cole Turner. Cole la protégea du démon Kurzon puis elle visita le royaume des Êtres de Lumière avec Leo. Après avoir aidé son futur soi à écouter son cœur et à prendre une décision quant à son mariage avec Cole, elle retourna à son propre temps, où Penny effaça rapidement le voyage temporel de son esprit.
Plus tard, adolescente rebelle, elle connut un certain temps les services de police, pour vol à l'étalage et autres. Elle passa également par une phase gothique.
Quand elles entrèrent à l'université, Piper et Prue emménagèrent ensemble dans un appartement à North Beach. Elles y restèrent jusqu'en 1997, année où Penny tomba malade. Elles retournèrent alors vivre au Manoir avec leur sœur Phoebe ainsi que leur grand-mère Penny, qui mourra peu après. 
Prue se fiança avec son patron Roger et demanda à Piper d'être sa demoiselle d'honneur, ayant des doutes sur le comportement de Phoebe. Roger commença à draguer Phoebe à son travail de serveuse et lui envoya des fleurs. Quand Prue le découvrit, elle accusa Phoebe de le draguer, ce qui détruisit le peu de relation qu'il restait entre elles. 
Bouleversée par la mort de sa grand-mère, Phoebe partit pour New York, ville où son père avait refait surface (elle ne le trouva pas). C'est à cette époque que Penny prit la célèbre photo des trois sœurs.
Voyant celles-ci brouillées, et pensant que jamais elles n'accompliraient leur destin, Penny voulut leur enlever leurs pouvoirs pour toujours mais elle mourut avant de pouvoir le faire.

### Première Bataille et révélation en tant que sorcière
Six mois après la mort de sa grand-mère, après avoir rencontré des difficultés à New York, Phoebe revint à San Francisco et emménagea avec ses sœurs le 7 octobre 1998. Prue n'était pas enchantée de son retour, croyant toujours que Phoebe avait ruiné ses fiançailles. C'est alors que Phoebe découvrit, guidée par la planche ouiija, le pointeur se déplaça tout seul, épelant le mot grenier. Pour en savoir plus à ce sujet, elle monta dans le grenier où elle trouva le Livre des Ombres;  et apprit qu'elle et ses sœurs étaient membres d'une longue lignée de bonnes sorcières. En lisant à voix haute la première formule du livre, la formule de réception des pouvoirs, elle libéra sans vraiment le vouloir les pouvoirs des trois sœurs.
« Oyez maintenant les paroles des sorcières Les secrets sont cachés dans la nuit Les Dieux anciens sont invoqués ici Afin que soit révélé l’art de la magie En cette nuit et en cette heure J’invoque le pouvoir supérieur Transmettez le pouvoir aux sœurs qui sont trois Nous voulons le pouvoir Donnez-nous le pouvoir. » — Formule magique récité par Phoebe afin d'obtenir les pouvoirs.
Le lendemain, Phoebe a reçoit sa première prémonition - deux adolescents se faire renverser par une voiture - ce qui lui a permis de prévenir l'accident, même si cela s'est fait au prix d'une blessure. Au début, Prue et Piper ne la croyaient pas initialement quand elle leur avait dit qu'ils étaient les Charmed Ones, mais ils ont été forcés de reconnaître que c'était la vérité lorsqu'ils ont chacun manifesté leurs propres pouvoirs. Plus tard, les trois sœurs ont réussi à puiser dans le Pouvoir des Trois jusq'à vaincre Jeremy.
Contrairement à ses sœurs, Phoebe a embrassé à bras ouverts son destin en tant que sorcière et les a convaincues d’adhérer également à leur magie.
Cependant, en tant que l'une des quatre sœurs la moins respectueuse des règles, Phoebe a souvent considéré la magie comme un outil, ce qui l'a amenée à souvent enfreindre les règles; la magie n'est pas destinée à être utilisée à des fins personnelles. Son mépris pour les restrictions lui a finalement valu de perdre ses pouvoirs de lévitation et d’empathie après les avoir excessivement exploitées pour son intérêt personnel. Cela a été une leçon difficile mais nécessaire, étant donné que même si cela lui a finalement appris l'importance du respect des règles, cela a également signifié qu'elle a été forcée d'apprendre à dépendre davantage de son moi personnel, comme son bon sens de base, son charme naturel. talent d'écriture, et, bien sûr, ses connaissances académiques de la magie. C’est une expérience qu’elle a sincèrement prise à cœur, comme en témoigne le fait que même après avoir recouvré tous ses pouvoirs et mis au point de nouvelles capacités, elle est restée une sorcière plus prudente et consciencieuse, une qui a pris grand soin de considérer les conséquences possibles de l'utilisation de la magie et d'être consciente de blesser les autres.

### Réputation de Sorcière et Vie Magique
Au fur et à mesure que la personnalité de Phoebe a mûri et que ses connaissances en sorcellerie se sont élargies, elle a décidé de trouver un emploi, mais elle était relativement découragée du fait qu'elle n'était pas suffisamment éduquée pour obtenir des emplois qui l'intéressaient. Cela a finalement conduit Phoebe à décider de retourner à l'université, et elle a travaillé dur pour s'assurer qu'elle était en mesure d'équilibrer ses études en plus de ses responsabilités en tant que Charmed One, qu'elle a prises très au sérieux.
Comme ses sœurs, les pouvoirs de Phoebe sont liés à ses émotions. Mais la base même de ses pouvoirs personnels est liée aux émotions. Le pouvoir de prémonition, un pouvoir passif, permet à Phoebe de voir le futur, puis plus tard, le passé. Elle active ses visions quand elle touche ou est en présence de quelque chose qui est en rapport avec sa prémonition. Ses flashs du futur et du passé lui apparaissent en général en noir et blanc, accompagnés d'un tintement de cloche. Avec l'évolution de ses pouvoirs, ses prémonitions deviennent plus intenses puisqu'elles deviennent colorées et elle peut entendre et ressentir ce qui s'y passe. Les prémonitions de Phoebe s'améliorèrent notablement dans l'épisode Le Mauvais Œil où désormais elle se projette dans sa vision, comme si elle s'y trouvait en personne pour pouvoir en relever plus de détails et plus de sensations. Cette évolution de pouvoir lui permet aussi de provoquer ses visions pour faciliter la chasse aux démons comme au cours de l'épisode Le Tribunal de la Saison 6, ce qui lui fera perdre ses pouvoirs personnels quelque temps. Après avoir récupéré ses pouvoirs au cours de la Saison 7, Phoebe peut partager ses prémonitions avec ceux qui ont, eux aussi, un don de voyance et capter les leurs. Dans l'épisode Masculin-Féminin son pouvoir de prémonition lui permet de capter ce que « ressent » (les démons ne ressentent rien) le démon Succube.
Plus tard, dans le premier épisode de la saison 3, Phoebe obtiendra son premier pouvoir actif, la lévitation. Cela lui permet d'élever son corps au-dessus du sol et de flotter dans les airs, mais pas de voler. Comme la plupart des nouvelles facultés, il faudra un certain temps avant qu'elle ne maîtrise totalement son utilisation. Phoebe le combine généralement avec les arts martiaux et combat avec son pouvoir de lévitation pour mieux frapper ses ennemis. Elle parvient généralement à se déplacer lorsqu'elle lévite.
Le troisième pouvoir de Phoebe sera l'empathie, qu'elle acquiert au début de la Saison 6. Cette nouvelle faculté offre à Phoebe la possibilité de ressentir les émotions des autres, mais elle s'en sert également pour canaliser les pouvoirs des individus magiques. Comme les pouvoirs sont liés aux émotions des gens ou des créatures, si Phoebe utilise son empathie pour canaliser les « émotions » de sorcier(e)s ou d'un démon (en contrôlant sa colère ou noirceur comme Prue l'a fait dans la Saison 1), elle peut contrôler ses pouvoirs et s'en servir contre lui.
Cet équilibre de vie a été extrêmement difficile pour elle, car elle et ses sœurs ont été soumises à de fréquentes attaques démoniaques , et son instinct de protéger les innocents a souvent gêné ses études et lui a presque fait passer son intention de passer ses examens finaux. Heureusement, Phoebe a finalement surmonté tous les obstacles et réussi ses examens, ce qui lui a permis de terminer plus tard ses études universitaires avec un BA en psychologie. Bien que cette réussite ait été une énorme source de fierté pour elle, ses fonctions de Charmed One l'ont finalement empêchée d'utiliser son diplôme pendant deux ans après avoir obtenu son diplôme.
Phoebe et ses sœurs aînées Prue et Piper sont conjointement appelées les "Charmed Ones". Elles servent en tant que puissantes sorcières du Bien qui protègent les innocentes du mieux qu'elles peuvent. Parmi les sœurs, Phoebe semble être l'experte pour écrire les sorts. Phoebe a écrit le sort pour vaincre la Source qui utilise le pouvoir de tous les ancêtres sorcières des Halliwell. Elle aida aussi la Prophétesse à remettre le Néant dans sa crypte.

### Deuil et reconstitution
Après la mort de sa sœur Prue, Phoebe rencontra une femme nommée Paige Matthews aux funérailles. Il se révéla que Paige était leur demi-sœur. Phoebe et Cole furent témoins que Paige se téléporta par inadvertance d'une attaque démoniaque, et réalisèrent qu'elle était à moitié être de lumière. Phoebe et Piper convainquirent Paige de les rejoindre et de recréer le Pouvoir des Trois, et vainquirent par conséquent l'assassin démoniaque de Prue, Shax.
Nous avons souvent vu Phoebe être la première à découvrir la réalité des choses : Phoebe était la première à découvrir que Leo était un Être de Lumière, le surprenant en train de léviter pour changer une ampoule. Leo fit jurer à Phoebe de ne rien dire à ses sœurs. Elle lui désobéit pourtant en le dénonçant à ses sœurs mais elles pensèrent que c'était une blague. Phoebe suivit un loup qu'elle vit dans les couloirs de l'école de magie. Le loup conduisit Phoebe à Enola la shaman, une élève de l'école, qui envoya Phoebe dans une quête de vision pour l'aider à voir son propre futur plus clairement. Dans sa quête, Phoebe réussit finalement à franchir le portail qui l'amena dans le futur. Là elle vit Piper, un Wyatt plus âgé, et un jeune garçon qui se révéla être le second fils de Piper. Paige devient une professeur de l'école, Phoebe est enceinte d'une petite fille, et ils vivent une vie sans démons. Le frère de Wyatt s'approcha d'elle, disant, "Tante Phoebe, nous avons besoin de ton aide" et elle retourna dans le présent pour entendre Chris demander, "Phoebe, peux-tu nous aider ?" Phoebe devint donc la première à savoir que Chris Perry est en fait Chris Halliwell, son neveu et le second fils de Piper et Leo.

### L’arrivée de Chris
Chris essaya d'avoir l'aide de Phoebe pour remettre ses parents ensemble, mais Phoebe sentit que se mêler de la relation de Piper et de Leo n'était pas bien. Alors que Chris essayait de convaincre sa tante de rejoindre sa cause, Phoebe eut une prémonition et ils allèrent dans un désert du Moyen-Orient où ils sauvèrent une génie nommée Jinny de son maître démoniaque. Jinny dit qu'elle avait écrit à Phoebe parce que son ancien maître, Bosk, essayait de retrouver une ancienne cité démoniaque – la cité perdue de Zanbar – et elle pensait que si Phoebe devenait sa maîtresse, Phoebe souhaiterait la libérer pour que Bosk ne puisse pas ériger de nouveau la cité.
Bosk attaqua rapidement le Manoir, et à cause de son amulette protectrice qui bloqua leur potion destructrice, Phoebe fit le vœu de libérer Jinny. Apparemment, Jinny était finalement un démon, et elle ne pouvait être libérée seulement aux dépens de son libérateur, et Phoebe devait en payer le prix : elle devint elle-même un génie, avec Chris comme nouveau maître. Chris souhaita accidentellement que Leo règle ses problèmes avec Chris, ce que Phoebe avec ses pouvoirs de génie exauça. Celui-ci décida de tirer profit de cette situation et souhaita que Piper et Leo dorment ensemble et cela fonctionna, littéralement : Piper et Leo s'endormirent immédiatement sur le sol. Richard prit la bouteille du génie avec Phoebe dedans, et essaya de l'utiliser pour que Paige tombe amoureuse de lui pour toujours. Pour réparer son erreur, Richard souhaita de libérer Phoebe, et les sœurs réussirent à faire retourner Jinny dans sa bouteille.
Plus tard, les Charmed Ones partirent en recherche de Barbas le démon de la peur. Il admit réfléchir à un stratagème pour les piéger sans pouvoirs, mais maintenait qu'il avait toujours un point – les Charmed Ones étant dangereuses avec leur magie. Il tourna la majeure partie de son accusation contre Phoebe, ayant récemment utilisé des potions pour forcer ses prémonitions ; une action qui, selon Paige, aurait pu les mener à se faire attraper par l'inspecteur Sheridan. Le Tribunal changea leur décision de tuer leur allié Darryl Morris, mais ils décidèrent que Phoebe devait subir des conséquences pour avoir utilisé ses pouvoirs pour gain personnel. Elle perdit ses pouvoirs de prémonition, de lévitation, et d'empathie. C'était une punition temporaire, et elle avait la possibilité de les retrouver si elle utilisait la magie correctement.
Phoebe et ses sœurs détruisirent Zankou et le Nexus. Tout le monde, que cela soit le monde des humains ou celui de la magie, crurent qu'elles étaient mortes. C'était leur chance d'avoir normalement une vie normale. Le nouveau nom de Phoebe était Julie Bennett et seuls leurs proches pouvaient voir leur véritable apparence. Elles réalisèrent bientôt que cacher leur identité était une erreur pourtant, après avoir consulté la CIA, Phoebe et ses sœurs retournèrent à une vie normale.
Phoebe retrouva son ancien travail et fréquenta un homme nommé Dex Lawson, avec qui elle eut une prémonition de mariage. Elle se maria avec Dex mais sous un sort jeté par leur protégée Billie Jenkins. Le mariage fut annulé puisque les deux mariés n'étaient pas dans leur état normal. Phoebe ne fréquenta pas plus longtemps Dex. Phoebe perdit foi en sa vision, jusqu'à ce qu'elle eut une autre vision de son futur. Elle parla à elle-même âgée de six ans de plus, elle était toujours supposée à avoir une petite fille.
Phoebe déménagea bientôt du Manoir. Elle eut son propre appartement en centre-ville.

### L'Ultime Combat
Quand Phoebe découvrit que Billie était le Pouvoir Ultime, elle était réticente à devoir la tuer et Piper et elle furent en désaccord jusqu'à ce qu'un sort leur fut jeté par Billie. Ses sœurs et elle durent se cacher dans le monde souterrain, puisque la communauté magique s'était retournée contre elles. Afin de vaincre l'ultime pouvoir c'est-à-dire les sœurs Jenkins, les Charmed Ones invoquèrent le Néant en même temps que les Jenkins puis allèrent vaincre la Triade avec les nouveaux pouvoirs dont elles furent investies. Ensuite elle s’éclipsèrent au manoir où débuta l 'ultime combat, l'affrontement de ces deux clans à force égal créèrent une gigantesque explosion qui détruisit le Manoir et amena à la mort de Phoebe, Paige et Christie. Piper unique survivante du clan Halliwell remonta le temps à l'aide de la bague de Coop et empêcha cet affrontement dramatique. 
Phoebe se maria avec Coop le Cupidon dans le dernier épisode de la série. Ils eurent trois filles. Elle retrouva aussi ses pouvoirs de lévitation et d'empathie, dans l'avenir.
Plus tard on apprend que sa fille aînée se nomme Prudence Johnna Halliwell, sa fille cadette Parker et sa benjamine Peyton.

## Caractéristiques

### Apparence
L' apparence de Phoebe a subi plus de changements que n'importe quel autre personnage de la série. Dans la première saison, elle a une coiffure coupe au carré et des robes de style moderne. Elle privilégie également les robes noires lors des sorties. Ses cheveux s'allongent au fil de la saison. Dans la saison deux, elle apparaît avec un bronzage et ses cheveux ont poussé plus longtemps. Son style vestimentaire est plus à la mode. Vers la fin de la saison, elle commence à porter des lunettes; Elle est également vue avec un nombril percé. Dans la saison trois, elle devient blonde et commence à porter plus de denim et du cuir.

### Personnalité et Relation avec les sœurs
Au début, Phoebe a été présentée pour la première fois en tant que jeune femme ayant l'esprit libre, rebelle et ouverte d'esprit qui aidait ses sœurs aînées à embrasser leur destin de sorcière. Elle ne craignait pas non plus d'essayer de nouvelles choses et osait se distinguer de la grande majorité des autres, même si cela la mettait souvent en désaccord avec sa sœur aînée, Prue, qui avait avoué avoir toujours admiré la confiance et le courage de Phoebe, mais aussi la voyait comme totalement irresponsable à cause de ces traits.
Une caractéristique constante de Phoebe serait son esprit créatif ainsi que son excellente mémoire, ce qui l'a amenée à devenir la meilleure lanceuse de sorts parmi les quatre sœurs. Elle est également vif d'esprit et ingénieuse, sachant comment choisir les serrures et les poches et changer les pneus d'une voiture. Même Piper a dit un jour qu'elle n'aurait jamais le genre de débrouillardise que Phoebe possède. En plus de cela, en raison de ses pouvoirs et de son diplôme en psychologie, Phoebe est sensible et compatissante envers les autres et est capable de donner de bons conseils à ses sœurs et, plus tard, aux lecteurs de sa chronique également.
Un autre trait saillant de Phoebe est son dévouement à l'artisanat: parmi les quatre sœurs, Phoebe était souvent la plus passionnée de magie et voyait son héritage unique comme quelque chose qui se distinguait vraiment et ses sœurs des autres. 

### Vie sentimentale
Comparée aux autres sœurs, Phoebe a eu la vie amoureuse la plus tumultueuse. Par exemple dans l'épisode La Malédiction de l'Urne, Clay (un ancien petit ami de Phoebe) vient à San Francisco après avoir aidé à voler une urne maudite en Égypte. Il demande à Prue de la vendre aux enchères, mais quand elle apprend que l'urne a été volée, elle la retire de la vente. La gardienne de l'urne s'en prend à Clay et les sœurs tentent de le sauver, mais c'est lui qui, en acceptant de se sacrifier pour sauver Phoebe, met fin à la malédiction. Il promettra à Phoebe de s'amender et de devenir honnête à l'avenir, mais leur relation est définitivement ternie par cet épisode.

### Relation avec Cole
Cole rencontre pour la première fois les sœurs Halliwell en l'an 2000 lorsqu'il enquête sur l'agression sur Darryl Morris, et un meurtre. Les sœurs ont été témoins de l'attaque et ont déjoué l'assaillant, Emilio Smith , qui était possédé par un gardien dans le cadre d'un plan de propagation du mal dans la région de San Francisco. Lorsque Cole arrive, Phoebe semble immédiatement s’intéresser a lui. Cole appelle les sœurs comme témoins pour le procès de l'homme, et Phoebe est impressionné par le discours de Cole, mais le juge, William Hamilton, l'acquitte.
Phoebe a croise une nouvelle fois Cole Turner alors qu'elle était à l'université. Mais ce qu'elle ignore;  celui-ci se révèle être un demi-démon nommé Balthazar, envoyé pour tuer les sœurs Halliwell. Bien que Cole ait commencé par l'utiliser pour être plus proche des sœurs, il tombe également amoureux d'elle. Lorsque les sœurs apprennent son ascendance démoniaque, Phoebe l'aide à simuler sa mort et laisse ensuite tout le monde, y compris ses sœurs, croire à sa disparition. Elle passe ensuite beaucoup de temps à fouiller le passé de Cole, confiant seulement à Leo que celui-ci était toujours vivant. La supercherie sera découverte mais Cole, en rupture avec son côté démoniaque à cause de son amour pour Phoebe, deviendra un allié des trois sœurs. Il perdra même ses pouvoirs et deviendra humain, le temps de demander Phoebe en mariage. Mais lorsque les sœurs vaincront la Source, Cole sera le réceptacle du pouvoir et deviendra la nouvelle Source sans que Phoebe s'en rende compte, du moins au début.
Lorsque Cole commença à avoir des cauchemars en devenant la nouvelle Source, Phoebe commença à avoir un mauvais pressentiment à propos de son futur mariage, donc Piper suggéra d'utiliser la magie pour savoir ce qu'elle ressentait au fond de son cœur. Phoebe jeta un sort pour entendre les désirs de son cœur, qui finit par amener son moi futur et passé. La vieille Phoebe refusa de parler à Phoebe des événements du futur par peur de changer les choses en pire. Apprenant qu'une jeune et vulnérable Phoebe était dans le présent, Kurzon attaqua la jeune Phoebe, mais Cole la protégea. Leo emmena ensuite la petite Phoebe au royaume des êtres de lumière pour sa protection. Kurzon attaqua encore, blessant la vieille Phoebe. Il fut vaincu par les sœurs, mais pas avant que la vieille Phoebe ne dit à Phoebe de se marier avec Cole. Ceci fit retourner les deux Phoebe d'un autre temps dans leurs présents respectifs.
Cole essaya d'abandonner sa position de Source à un enchanteur, mais échoua lorsque Phoebe utilisa les pouvoirs de son bébé pour le tuer. Elle se joignit ensuite à Cole en tant que reine des Enfers. Une fois Phoebe enceinte du fils démon de Cole, le bébé prit le dessus et elle commença à lancer des flammes avec ses mains et maitrisa la téléportation à la manière de la Source. Phoebe essaya de vivre la vie de démon, mais comme la combinaison des hormones et des potions démoniaques la rendait irritable, elle finit par vaincre un bon nombre des démons de Cole. Elle essaya de jouer du côté du bien comme du mal, mais réalisant que ce n'était pas possible, Phoebe rejoignit ses sœurs contre Cole. Ensemble, elles jetèrent le sort qui invoquaient les pouvoirs de leurs ancêtres pour vaincre Cole.
Après sa mort, Cole finit dans la décharge démoniaque, où tous les démons vont lorsqu'ils sont vaincus. Ses pouvoirs en tant que Source furent absorbés par la créature présente, mais son âme survit puisqu'il était à moitié humain. Malgré ses demandes d'aide à Phoebe pour qu'elle l'aide à revenir à la vie, elle refusa et lui demanda de passer à autre chose. Quand Cole apprit qu'il pouvait absorber les pouvoirs des autres démons quand ils étaient tués dans la décharge, il en collecta un nombre impressionnant et s'échappa sans l'aide de personne, juste à temps pour sauver la vie de Phoebe grâce à une manipulation spatiale.
Dans un effort final pour récupérer Phoebe, Cole jeta un sort qui altéra la réalité, après avoir rejoint les Avatars, faisant en sorte que le Pouvoir des Trois ne fut jamais reconstitué après la mort de Prue ce qui veut dire que Phoebe et Piper n'ont jamais rencontré leur demi-sœur Paige, tuée par Shax. Il fut déçu de voir que dans cette réalité, il était piégé dans un mariage sans amour  et mensonger avec Phoebe, qui passait sa vie à empêcher Piper d'être tuée. En altérant cette réalité dans ce sens, Cole retrouva son ancienne identité de Balthazar, le rendant susceptible d'être vaincu. Car Paige traversa aussi les réalités, elle fut capable de s'unir avec ses sœurs pour vaincre une fois pour toutes Cole et inverser les effets du sort.
Cole a été le premier mari de Phoebe et reste l'un des plus grands amours de sa vie, ainsi que l'une des histoires d'amour les plus importantes de la série. Leur relation a duré deux ans et demi jusqu'à ce que Phoebe y mette fin en le vainquant. Bien qu'ils ne soient plus ensemble, Cole veille toujours sur elle dans un plan spirituel et a accepté son destin.

### Jason Dean
Plus tard, Phoebe rencontra Jason Dean, le patron du journal, dont elle tomba rapidement amoureuse. Elle s'installa même à Hong-Kong avec lui mais revint au bout de quelques épisodes car elle ne pouvait pas vivre loin de ses sœurs sans que le Pouvoir des Trois en soit affecté. Jason découvrit que Phoebe et ses sœurs étaient des sorcières quand elles apparurent toutes les trois devant lui après s'être éclipsées (Mata-Hari, Saison 6, épisode 13). Ils se séparèrent alors dans le même épisode.
Beaucoup plus tard, Phoebe décida de prendre un congé sabbatique. Sa rédactrice en chef, Elise Rothman, au lieu de juste republier les rubriques de Phoebe pendant deux mois, engagea un écrivain privé, Leslie St. Claire (un homme). Phoebe tomba plus tard amoureuse de lui, bien qu'elle ne voulait pas que sa rubrique soit rédigée par un homme. Phoebe retrouva finalement sa rubrique ainsi que son pouvoir de prémonition. Ils se disputèrent souvent car Phoebe cachait trop de choses à son goût (Phoebe le laissait souvent seul à leurs rendez-vous, et ne l'expliquait jamais car ça avait toujours un rapport avec le monde de la magie). Mais Leslie dut finalement partir.

### Drake
Phoebe commença une nouvelle histoire avec le nouveau professeur de littérature de l'école de magie, Drake (un ancien démon qui avait gardé ses pouvoirs). Son seul problème était qu'il était destiné à mourir dans deux semaines. Pourtant, il réussit à remplir sa mission ; il était envoyé par nul autre que Cole pour redonner à Phoebe la foi en l'amour.

### Dex Lawson
Au début de la saison 8, Phoebe rencontre Dex un sculpteur travaillant dans le même immeuble que le Bay Mirror. Au cours d'une prémonition Phoebe se voit marier à cet homme elle va donc se rapprocher de lui mais sous l'apparence de sa nouvelle identité. Cependant la prémonition se réalise sous l'effet d'un sort lancé par Billie la sorcière novice des Halliwell. Lorsque le sortilège se brise Phoebe prend conscience qu'elle s'est menti à elle-même en voulant croire à cette union. Elle décide de dévoiler sa véritable identité à Dex et les deux amants se quittèrent par la suite.

### Coop
Phoebe tombe amoureuse d'un cupidon nommé Coop. On apprend dans le dernier épisode de la série, Forever Charmed, que les Fondateurs envoyèrent Coop à Phoebe espérant qu'elle en tomberait amoureuse pour combler un peu de ce qu'elle a manqué durant ces dernières années. Bien que ce soit contre les règles de tomber amoureux d'un cupidon, les Fondateurs enlevèrent cette restriction pour Phoebe. Forever Charmed montre que dans le futur, Coop et Phoebe sont mariés par l'Ange de la Destinée dans l'école de magie. Ils eurent trois petites filles.
Dans l'épisode 4 de la saison 3, un homme lui révèle l'initiale de son grand amour, un C. Elle croit que c'est Cole, mais c'est en fait Coop qu'elle ne connait pas encore.

### Vie Professionnelle
Phoebe abandonne ses études après avoir obtenu une licence de psychologie pour partir à New York où elle trouvera un travail en tant que serveuse. En rentrant à San Francisco, elle reprend ses études et obtient son master de psychologie. Un an plus tard, elle obtient un travail stable en tant que chroniqueuse au journal "The Bay Mirror", et devient célèbre grâce à sa rubrique "Ask Phoebe". Elle reprendra ses études pour obtenir son doctorat. Dans l'avenir, elle publie un best-seller regroupant ses rubriques.

### Métamorphose
Phoebe fut transformée en une sirène par une formule magique, mais redevint humaine lorsqu'elle admit son amour pour Cole. Phoebe dit à Cole que leur relation était totalement finie et le força à divorcer. Malgré les efforts de Cole pour la harceler, Phoebe réalisa le danger de leur relation et essaya de progresser dans sa vie, commençant à fréquenter d'autres hommes.

## Faits notables
- Phoebe échangea brièvement ses pouvoirs avec ceux de sa sœur Prue, et gagna la possibilité de bouger les objets par la pensée. Elle a aussi échangé de corps avec Paige, mais avait des problèmes pour contrôler son pouvoir de téléportation.
- Phoebe reçut une fois des flashs sensuels qui étaient liés au succube, qui incita les sœurs à jeter un sort qui transforma Prue en homme.
- Phoebe reçut une fois par un génie le pouvoir de voler, qui avait été volé à un sorcier Dragon, mais le pouvoir fut rendu.
- Phoebe a été rendue maléfique par le Croque-mitaine, ce qui lui donna le pouvoir de faire sortir des objets de l'ombre.
- Phoebe a été réduite à la taille d'une poupée par la baguette magique de Gammil.
- Elle tua des démons avec un athamé suceur de pouvoir et vola leurs pouvoirs pour devenir toute puissante.
- Phoebe était devenue amie avec Kira l'Oracle, lorsque Kira lui montra sa future fille, grâce aux Avatars. Juste avant qu'elle aide Kira à se transformer en humaine, celle-ci fut tuée par Zankou.
- Phoebe fut une fois affectée par l'appel des Banshee, et se changea en l'une d'elles.
- Cole mit aussi l'anneau de Penny à Phoebe, sans savoir qu'il y avait une malédiction dessus. Phoebe devint momentanément la femme au foyer des années 1950 qu'elle avait peur de devenir en se mariant avec quelqu'un.
- Cole qui n'était plus un démon grâce à une potion de Phoebe en est redevenu un à cause d'un complot de la prophétesse dans la saison 4. Cole l'est devenu bien malgré lui, mais a fini par accepter de devenir la Source et Phoebe la reine du monde des ténèbres. Heureusement, après un bref règne, elle décida d'œuvrer définitivement pour le bien.

## Comics
Dans les comics, Phoebe a enfin sa famille qu'elle désirait tant, son mari Coop et ses deux filles PJ et Parker et a également retrouvé ses pouvoirs, et en a même gagné un nouveau, la pathokinesie, qui consiste à refléter les émotions de la personne visée jusqu'à la tuer.
Résumé
Avant tout, elle adorait ses sœurs, et voulait une vie normale, mais au fil du temps, elle s'est habituée.